# Nyuszi Péter
A Nyuszi Péter (eredeti cím: Peter Rabbit) amerikai–brit televíziós 3D-s számítógépes animációs sorozat, amelyet David McCamley rendezett. A zenéjét Stuart Kollmorgen szerezte. Az Egyesült Királyságban 2012. december 14-étől a CBeebies vetítette, Magyarországon 2014. szeptember 30-ától az M2 sugározta.

## Ismertető
Nyuszi Péter nagyon kedveli a kalandokat, eléggé kíváncsi természetű, és nehezen fogadja meg édesanyja szavait. Nem tudja megállni, hogy megközelítse Nagycsizmás úr kertjét, amelyben igazán ínycsiklandozóan teremnek a legfinomabb zöldségek. Nehéz megtenni, az ellenállást: a saláta, a retek, és zöldbab hívogatásának.

## Szereplők
| Szereplő        | Szereplő          | Eredeti hang                                                                              | Magyar hang    | Leírás                                                                                 |
| Magyar név      | Eredeti név       | Eredeti hang                                                                              | Magyar hang    | Leírás                                                                                 |
| --------------- | ----------------- | ----------------------------------------------------------------------------------------- | -------------- | -------------------------------------------------------------------------------------- |
| Nyuszi Péter    | Peter Rabbit      | Colin De Paula (1. évadban; USA) L. Parker Lucas (2. évadtól; USA) Connor Fitzgerald (UK) | Baráth István  | A történet főhőse, aki egy kíváncsi kis nyuszi, nehezen fogad szót, és nem hord cipőt. |
| Nyuszi Benjamin | Benjamin Bunny    | Peter Harris (USA) Danny Price (UK)                                                       | Szalay Csongor | Nyuszi Péter unokatestvére                                                             |
| Lili            | Lily Bobtail      | Michaela Dean (USA) Harriet Perring (UK)                                                  | Szabó Zselyke  | A fehér nyuszilány, aki Nyuszi Péter és Nyuszi Benjamin barátnője.                     |
| Mogyoró         | Squirrel Nutkin   | Kyle D. Massey                                                                            | Joó Gábor      | A fürge mókus, aki a nyuszik barátja.                                                  |
| Pamacska        | Cotton-Tail       | Jenna Iacono                                                                              | ?              | Nyuszi Péter kis húga és Nyuszi Benjamin unokatestvére.                                |
| Nyuszi asszony  | Mrs. Rabbit       | Stephanie Sheh                                                                            | Koffler Gizi   | Nyuszi Péter anyja és Nyuszi Benjamin nagynénje.                                       |
| Róka úr         | Mr. Tod           | Mark Huckerby                                                                             | Gubányi György | A sötét lelkű róka.                                                                    |
| Sündörögi néni  | Mrs. Tiggy-Winkle | Gwenfair Vaughn                                                                           | ?              | A mosogató sün hölgy.                                                                  |
| Nagycsizmás úr  | Mr. McGregor      | Dave Mitchell                                                                             | Élő Balázs     | A kert tulajdonosa, aki a legfinomabb zöldségeket termeszti.                           |

## Epizódok
1. A reteklopó
2. A kapzsi róka
3. A két ellenség
4. A titkos faház
5. A mérges macska
6. Róka úr csapdája
7. Benjámin eperszürete
8. A hazug róka
9. A menekülő Mogyoró
10. A tekergő kukac
11. Kacsa néni tojásai
12. A négylevelű lóhere
13. Az őrizetlen kert
14. A nagy szökés
15. Az anyák napi pite
16. A rejtélyes szilvatolvaj
17. A mogorva bagoly
18. A nagy költözés
19. Az éji kaland
20. A menekülés
21. A macska és a patkány
22. Az elveszett alagutak
23. A mogyorógyűjtés
24. A törött ágy
25. A szökevény
26. A szökevény sárkányok
27. A hős nyúl
28. A lezuhanó szikla
29. Benjámin térképe
30. Pamacska új barátja
31. Az elveszett katica
32. A vén Rozsdás
33. A meglepő nővérek
34. Az összedőlt faház